# Mara Ruiz Malec
Mara Ruiz Malec (Buenos Aires, 1 de febrero de 1985) es una economista argentina. se encontro al frente de la Dirección de Recursos de la Seguridad Social en AFIP. Se desempeñó como Ministra de Trabajo de la provincia de Buenos Aires desde el 11 de diciembre de 2019 hasta el 24 de agosto de 2022. 

## Biografía
Estudió Economía en la Universidad de Buenos Aires. Es maestranda en Desarrollo Económico por la Universidad de San Martín. 
Es miembro del Instituto de Trabajo y Economía (ITE) de la Fundación Germán Abdala. Es redactora en el portal cenital.com. Colaboró en la redacción del documento Agenda urgente para una sociedad de trabajo, un ámbito de discusión de distintos investigadores de Argentina convocados por la Fundación Friedrich Ebert.
Fue asesora de Axel Kicillof, quien la convocó para dirigir el Ministerio de Trabajo de la provincia de Buenos Aires en diciembre de 2019.

## Obras académicas
- Las consecuencias del ajuste en los países desarrollados, El caso de Portugal,[6] escrita en colaboración con Juan Manuel Telechea.
- El rompecabezas de la seguridad social. Una guía para entender hacia dónde va nuestro sistema jubilatorio,[7] (2019), Editorial Universitaria de la Universidad José C. Paz.